# Функция (техника)
Вижте пояснителната страница за други значения на Функция.
Функция в техниката е възможност, опция, умение на програма или устройство. Може да се интерпретира като специфичен процес, действие или задача, които може да изпълнява една система.
Според „Български тълковен речник“ в най-общ смисъл това е дейност, работа, служба, предназначение